# Félix Bertaux
Pour les articles homonymes, voir Bertaux.
Félix Adrien Nicolas Bertaux (né le 9 novembre 1881 à Dombras et mort le 19 septembre 1948 à Sèvres) était un professeur, traducteur, écrivain et germaniste français.

## Biographie
D'une famille paysanne, Félix Bertaux perd son père tôt et est influencé par son oncle Félix Piquet alors professeur de germanistique et précurseur des études germaniques. Élève de Charles Andler, Félix Bertaux enseigne par la suite la littérature allemande au collège de Sèvres et au lycée Janson-de-Sailly. Il collabore à la Nouvelle Revue française et tisse de nombreux liens avec de grands écrivains de l'époque tel que Heinrich Mann qu'il rencontre pour la première fois en 1923 à l'abbaye de Pontigny. La même année, Bertaux s'établit à Sèvres où il achète une maison, La Source.
Il est le père du germaniste Pierre Bertaux qui dira de lui : « Mon père, Félix Bertaux, maigre et osseux, le nez en bec d'aigle, les yeux brillants, le teint brun, les cheveux noirs, avait un type ibérique pur ».

## Œuvres
- Panorama de la littérature allemande contemporaine, 1928
- Dictionnaire français-allemand (avec Émile Lepointe), 1941